# 青木美稚子
青木 美稚子（あおき みちこ、1948年4月25日 - ）は、東京都出身の日本のソプラノ歌手、声楽家、声楽指導者、合唱指導者。

## 経歴
お茶の水女子大学附属高等学校から声楽の道に進む。東京藝術大学声楽科に入学し、同大学院独唱科修了。その後、二期会研究生を経て、正会員になった。ベートーヴェン「第九」などのソリストを務めた。

## 所属
- 二期会 正会員[4]
- 特定非営利活動法人 日本声楽家協会会員[6]
- ラ・ムジカ声楽アカデミー主宰

## 出演

### オペラ

#### メゾソプラノ
- 「コシ・ファン・トゥッテ」 - ドラベッラ役
- 「セヴィリアの理髪師」（1986年、日生劇場） - ロジーナ役[7]
- 「アルジェのイタリア女」（1994年、セシオン杉並ホール） - イザベッラ役[8]
- 市川右近演出の平安朝「ポッペアの戴冠」（1997年） - オッターヴィア役
- 「カヴァレリア・ルスティカーナ」（2007年） - サントゥッツァ役[7]
- 「カルメン」（2008年） - タイトルロール歌唱
- 日本オペラ「増本伎共子　浅茅ゲ宿」（1988年） - 宮木役
- フンパーディング「ヘンゼルとグレーテル」 - グレーテル役[9]

#### ソプラノ
- 講談オペラ「フィガロの結婚」（2022年、練馬文化センター） - 伯爵夫人ロジーナ役[10]

#### ズボン役
- グノー「ファウスト」（1978年） - ジーベル役
- マスカーニ「友人フリッツ」（1979年） - ペッペ役
- フンパーディング「ヘンゼルとグレーテル」（1982年） - ヘンゼル役[11]
- ドニゼッティ「アンナ・ボレーナ」（1982年） - スメトン役
- 「フィガロの結婚」（1985年） - ケルビーノ役

## 主な作品

### CD
- 『武満徹 Songs』 AMCD-2001（2001年、Ambra Music）
  - 山田武彦（編曲＆ピアノ）
- 『歌をもとめて』 FLCP-21030（2013年12月10日、フロレスタン）[12]
  - 多田聡子（ピアノ）、小田葉子（ピアノ）、山田武彦（ピアノ＆鍵盤ハーモニカ）